# Paris Photo

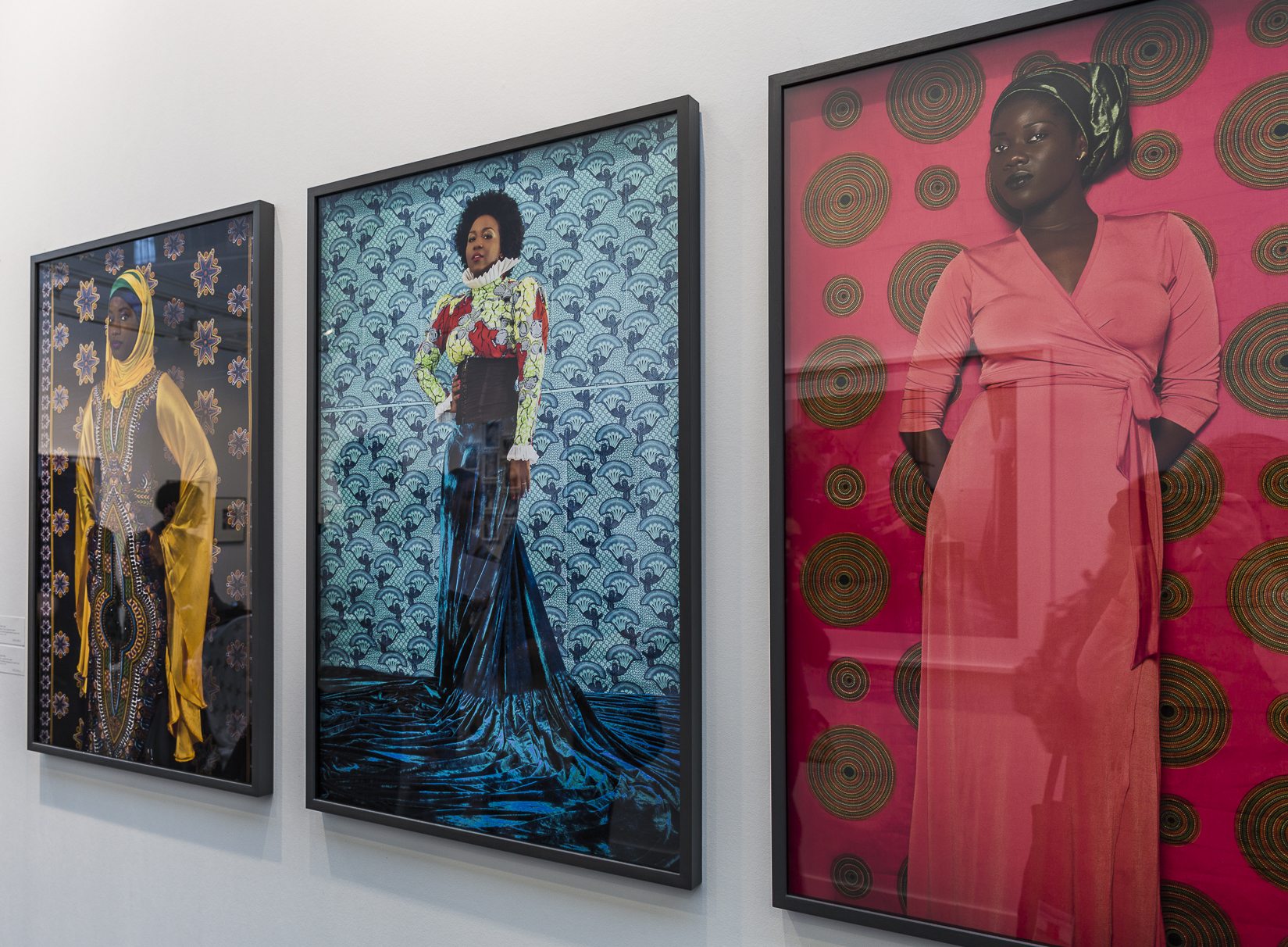
Paris Photo 13.11.2015 African photography Omar Victor Diop, 1980, SENEGAL

Paris Photo es una feria internacional de arte fotográfico que se celebra anualmente en París, Francia, a principios de noviembre de cada año. La primera feria de arte de París Photo fue en 1997. La feria se celebra en el Carrousel du Louvre, el gran espacio de exposición del metro de París y centro comercial anexó al Museo del Louvre. En 2006, la asistencia del público fue de 40.000 personas.
Cada año, Paris Photo invita a un país o región seleccionados (2006: España, 2007: Escandinavia) para promover a sus artistas nativos. El festival también cuenta con un premio del jurado asociado a un tema y se concede al artista cuya obra expresa mejor el tema.